# دانييلا ألفارادو
دانييلا ألفارادو (بالإسبانية: Daniela Alvarado) ممثلة فنزويلية ولدت في يوم 23 أكتوبر 1981 في مدينة كاراكاس عاصمة فنزويلا وهي ابنة الممثل دانييل ألفارادو و الممثلة كارمن جوليا ألفاريز مع 6 إخوان آخرين. من أبرز المسلسلات التي مثلتها هي مسلسل إمرأة لا تنسى.

## الأفلام
- 2012: Azul y No Tan Rosa
- 2010: Taita Boves
- 2008: El Enemigo
- 2007: Una Abuela virgen
- 2007: 13 segundos
- 2004: Punto y raya
- 1997: Salserín
- 1993: La Isla de Los Tigritos (TV)
- 1987: Macu: La Mujer del Policía

## روابط خارجية
- دانييلا ألفارادو على موقع IMDb (الإنجليزية)
- دانييلا ألفارادو على موقع أول موفي (الإنجليزية)
- دانييلا ألفارادو على موقع قاعدة بيانات الفيلم (الإنجليزية)
- Juana la virgen in Subtv (بالفنلندية)
- Coral International in TV Asia نسخة محفوظة 27 أبريل 2006 على موقع واي باك مشين.
- Official biography in RCTV homepage نسخة محفوظة 5 مايو 2006 على موقع واي باك مشين. (بالإسبانية)